# Stazione di Lurgan
La stazione di Lurgan ( in inglese irlandese Lurgan railway station) è una stazione ferroviaria che fornisce servizio a Lurgan, contea di Armagh, Irlanda del Nord. Attualmente le linee che vi passano sono la Belfast-Newry, la Belfast-Bangor e soprattutto la Dublino-Belfast. La stazione fu aperta il 18 novembre 1841

## Treni
Da lunedì a sabato c'è un treno ogni mezzora verso Portadown o Newry in una direzione e verso Bangor o Belfast nell'altra, con treni aggiuntivi nelle ore di punta. Di domenica c'è un treno per ogni direzione ogni ora. I servizi Dublino-Belfast sono forniti solo di domenica, con un treno giornaliero per ogni direzione.

## Servizi ferroviari
- Intercity Dublino
- Belfast-Newry
- Belfast-Bangor

## Servizi
- Servizi igienici
- Capolinea autolinee
- Biglietteria a sportello
- Biglietteria self-service
- Distribuzione automatica cibi e bevande